# Гримальди-форум
Гримальди форум (фр. Grimaldi Forum) — крупный современный конгресс-центр с общей полезной площадью около 35 000 кв. м., расположенный на берегу моря в восточном районе Монако — Ларвотто. Назван в честь правящей семьи Монако — Гримальди.
Форум открыт в 2000 году. Ежегодно в конференц-центре проходят более сотни мероприятий. Авангардистского стиля сооружение из стекла и стали включает театр, 3 аудитории, 22 переговорные комнаты, 2 соединяющихся выставочных зала и 2 банкетные площадки.
Гримальди форум оснащен высокотехнологичным оборудованием в объёмных модулируемых помещениях с множеством входов и выходов, эскалаторов, грузовых лифтов и парковочных стоянок.
Форум имеет 7 подземных этажей. Оборудование для отопления и кондиционеров заглублено на 20 метров ниже уровня моря. Воду из моря с помощью насосов направляют в теплообменники, обеспечивающие кондиционирование.

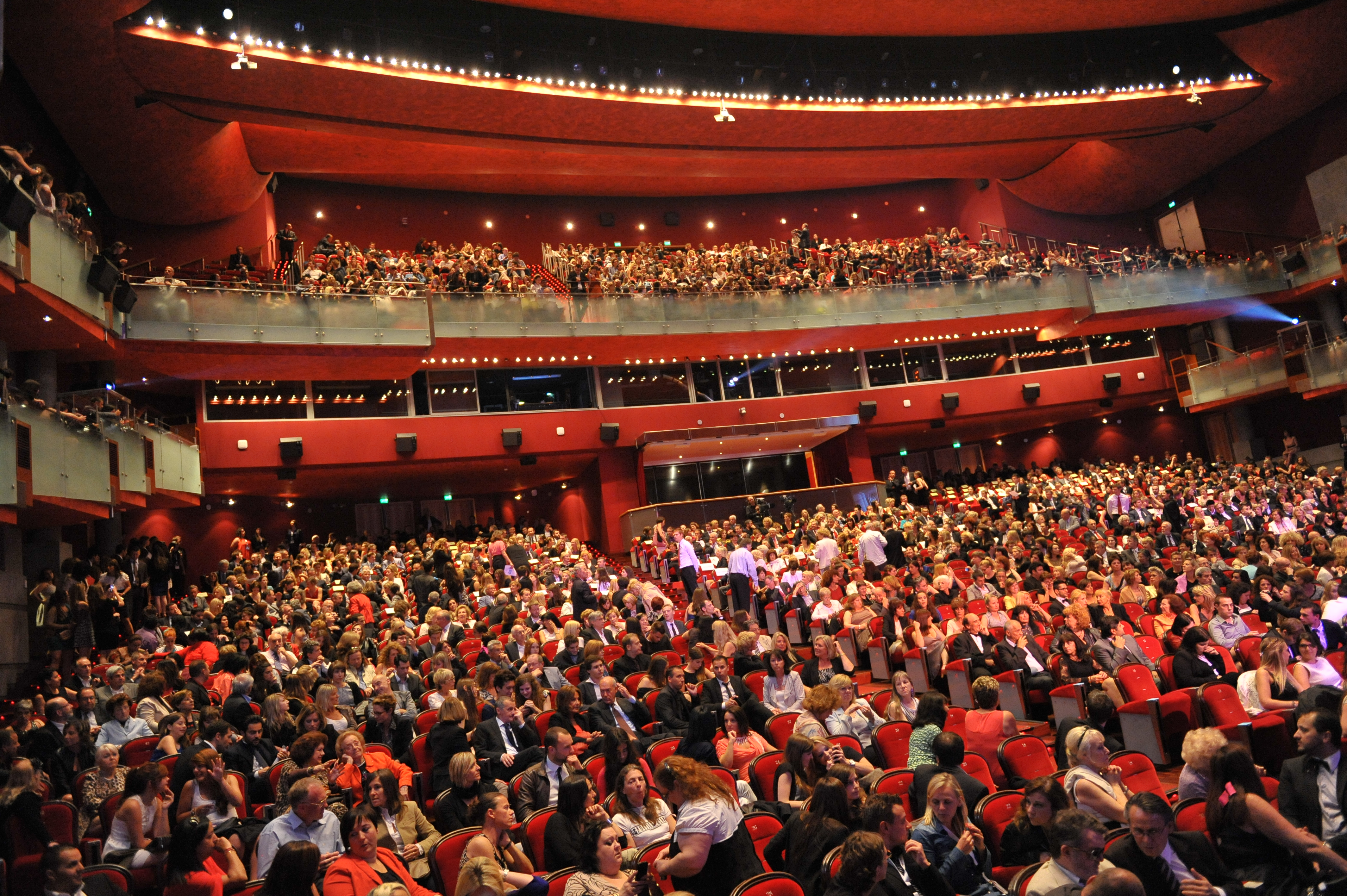
Зал в Гримальди форуме

В 2004 году форум получил сертификат международного стандарта экологического менеджмента ISO 14001.
Внутренние пространства форума легко трансформируются и дают возможность проводить в нём одновременно мероприятия разного назначения (конгрессы, конференции, семинары, презентации, выставки, официальные обеды, спектакли).
В здании выступают Балет Монте-Карло и Филармонический оркестр Монте-Карло, ежегодно проводятся выставки экологичных технологий EVER Monaco, проходят церемонии жеребьёвки Лиги Чемпионов УЕФА и Кубка УЕФА, награждение лучшего игрока УЕФА, телевизионный фестиваль. На сцене форума выступали и артисты русского балета.